# دون ستيل (ممثل)
دون ستيل (بالإنجليزية: Don Steele)‏ هو ممثل أمريكي، ولد في 1 أبريل 1936 بلوس أنجلوس في الولايات المتحدة، وتوفي في 5 أغسطس 1997 بهوليوود في الولايات المتحدة.

## وصلات خارجية
- دون ستيل على موقع IMDb (الإنجليزية)
- دون ستيل على موقع قاعدة بيانات الفيلم (الإنجليزية)